# Calineczka (film 1994)
Calineczka (ang. Thumbelina) – amerykański film animowany z 1994 roku w reżyserii Dona Blutha i Gary’ego Goldmana. Film jest adaptacją baśni Hansa Christiana Andersena pod tym samym tytułem.
Film miał premierę w Polsce w 1996 roku, na rynek VHS przez Warner Bros..

## Fabuła
Calineczka, to malutka dziewczynka zafascynowana opowieściami o elfach, o których opowiadała jej matka. Dlatego też gdy spotyka Korneliusza, elfiego księcia, natychmiast się w nim zakochuje, oczywiście z wzajemnością. Młodzi umawiają się na spotkanie na następny dzień, jednak tej samej nocy Calineczka zostaje porwana przez ropuchę, która szuka narzeczonej dla swojego syna. Kiedy dziewczynce udaje się uwolnić, trafia pod opiekę opryskliwego chrabąszcza, a następnie myszy, która chce wyswatać ją z bogatym kretem. W ucieczkach pomagają jej jaskółka Jacquimo oraz trójka młodych owadów. Dzięki pomocy przyjaciół trafia do doliny elfów gdzie ponownie spotyka się z ukochanym. Cała historia kończy się szczęśliwie – weselem Calineczki i Korneliusza.

## Obsada
| Postać              | Model             | Głos                  | Śpiew          |
| ------------------- | ----------------- | --------------------- | -------------- |
| Calineczka          | Angeline Ball     | Jodi Benson           | Jodi Benson    |
| Calineczka          | Penny Dormer      | Jodi Benson           | Jodi Benson    |
| książę Korneliusz   | Chris Derochie    | Gary Imhoff           | Gary Imhoff    |
| Jacquimo            | –                 | Gino Conforti         | Gino Conforti  |
| Grundel             | brak danych       | Joe Lynch             | Joe Lynch      |
| Chrabąszcz Berkeley | Kevin Gollaher    | Gilbert Gottfried     | Randy Crenshaw |
| Mysz polna          | Bronagh Gallagher | Carol Channing        | Carol Channing |
| Kret                | brak danych       | John Hurt             | –              |
| matka               | Sam Mapes         | Barbara Cook          | Barbara Cook   |
| matka               | Pat Leavy         | Barbara Cook          | Barbara Cook   |
| Heros               | –                 | Will Ryan             | –              |
| pani Ropucha        | brak danych       | Charo                 | Charo          |
| królowa Tabitha     | Moya Mackle       | June Foray            | –              |
| król Colbert        | Rowland B. Wilson | Kenneth Mars          | –              |
| żuczek #1           | –                 | Tawny Sunshine Glover | –              |
| żuczek #2           | –                 | Michael Nunes         | –              |
| żuczek #3           | –                 | Kendall Cunningham    | –              |
| Mozo                | brak danych       | Danny Mann            | Danny Mann     |
| Gringo              | brak danych       | Loren Lester          | Loren Lester   |
| króliczka           | –                 | Pat Musick            | –              |
| lis                 | –                 | Neil Ross             | –              |
| niedźwiedź          | –                 | Neil Ross             | –              |
| Szczur              | –                 | Will Ryan             | –              |

Źródło:

## Wersja polska
Opracowanie wersji polskiej: Studio Sonica

Reżyseria: Miriam Aleksandrowicz

Dialogi: Barbara Robaczewska

Dźwięk i montaż: Sławomir Czwórnóg

Wystąpili:
- Beata Wyrąbkiewicz – Calineczka
- Tomasz Kozłowicz – książę Korneliusz (dialogi)
- Jacek Wójcicki – książę Korneliusz (śpiew)
- Dariusz Dobkowski – Jacquimo
- Krzysztof Kołbasiuk – Grundel
- Robert Rozmus – Chrabąszcz Berkeley
- Antonina Girycz – Mysz polna
- Marek Bocianiak – Kret
- Jolanta Wołłejko – Mama
- Mirosława Krajewska – pani Ropucha
- Dorota Kawęcka – królowa Tabitha
- Janusz Bukowski – król Colbert
- Krystyna Kozanecka – jeden z żuczków
- Joanna Trzepiecińska – króliczka
- Janusz Zadura –
  - Mozo,
  - lis
- Jacek Bończyk – 
  - Mozo (śpiew),
  - Gringo (śpiew),
  - kozioł
- Ryszard Olesiński – 
  - Gringo,
  - krowa
- Jan Janga-Tomaszewski – szczur
- Anna Apostolakis – 
  - kaczki,
  - ptaszki,
  - dama na występie Berkeleya
- Elżbieta Kopocińska-Bednarek – 
  - kury,
  - ptaszki
- Lucyna Malec – kury

Lektor: Piotr Makowski
Piosenki:
- „Gdy ci serce da znak (intro)” – Dariusz Dobkowski
- „Calineczka” – Beata Wyrąbkiewicz, Jacek Bończyk, Anna Apostolakis, Ryszard Olesiński, Elżbieta Kopocińska-Bednarek, Lucyna Malec
- „Wnet” – Beata Wyrąbkiewicz
- „Chcę ci skrzydła dać” – Beata Wyrąbkiewicz, Jacek Wójcicki
- „W trasę rusz” – Mirosława Krajewska, Jacek Bończyk, Beata Wyrąbkiewicz, Anna Apostolakis, Elżbieta Kopocińska-Bednarek
- „Gdy ci serce da znak (repryza)” – Dariusz Dobkowski,
- „Jesteś piękna” – Robert Rozmus
- „Wnet (repryza)” – Jolanta Wołłejko
- „Słońce” – Beata Wyrąbkiewicz
- „Za kreta idź” – Antonina Girycz
- „Chcę ci skrzydła dać (ślubna repryza)” – Jacek Wójcicki
- „Chcę ci skrzydła dać (repryza finałowa)” – Beata Wyrąbkiewicz, Jacek Wójcicki, Dariusz Dobkowski